# Markus Pemflinger
Markus Pemflinger, más írásmóddal Marcus Pempflinger, magyar forrásokban Pemflinger Márk (1480 körül – 1537) erdélyi szász királybíró, földbirtokos. 

## Élete
A Regensburgból származó Pemflinger János budai bíró fia volt. II. Ulászló alatt alkincstártartói tisztséget töltött be. Műveltsége alapján feltételezhető, hogy felsőfokú tanulmányokat végzett, de erre nézve nem maradt fenn adat.
1521-ben II. Lajos nagyszebeni királybíróvá nevezte ki, annak ellenére, hogy az erdélyi szászoknak joguk volt a királybíró szabad megválasztására. Itt feleségül vette hivatali elődje, Lulay János özvegyét, Tabiassy Tóbiás lányát. Az asszony tekintélyes vagyont hozott a házasságba, többek között három városi házat, valamint bólyai, ingodályi, sálfalvi, salykói, alamori, zekesi, feketehévízi, váraljai, mártonfalvi, talmácsi, buzai birtokokat. 
A reformáció pártján állt, és a város főplébánosa, Matthias Colomannus ellenében pártolta a lutheránus papokat, II. Lajos és Szapolyai János rendeletei ellenére. Többek között a nagycsűri katolikus templomot is elfoglalta.
Az 1526–1538 közötti belháborúban fontos szerepet játszott a Ferdinánd-párti erdélyi szászok vezéralakjaként.
1531-ben Kassára vonult vissza.
Két lánya közül Katát enyingi Török Bálint, Orsolyát Forgách Simon vette feleségül.
Arcképe (az őt követő királybírák arcképeivel együtt) a bolognai Marsigli-gyűjteményben található. Életéről Wilhelm Morres brassói lelkész írt történelmi elbeszélést Der Sachsengraf Markus Pempflinger oder Deutsche Treue címmel (Brassó, 1898).